# ヴァンサン・マケーニュ
ヴァンサン・マケーニュ（Vincent Macaigne、1978年10月19日 - ）は、フランスの俳優、映画監督、舞台演出家。日本語では「バンサン・マケーニュ」と表記されることもある。

## 経歴
フランス国立高等演劇学校を卒業し、俳優だけでなく、映画監督や舞台演出家としても活動している。
2013年にギヨーム・ブラックの初長編監督映画『やさしい人』で主演を務める。同年に開催された第66回カンヌ国際映画祭で『ソルフェリーノの戦い』『7月14日の娘』『2つの秋、3つの冬』の3本の出演作品が上映され、「新たなジェラール・ドパルデュー」と称される。2014年にはミア・ハンセン＝ラヴ監督の『EDEN/エデン』に出演している。

## フィルモグラフィー
- 遭難者 Le Naufragé (2009) ※短編映画
- 女っ気なし Un monde sans femmes (2011) ※短編映画
- 3人のルール La Règle de trois (2011) ※短編映画
- 灼熱の肌 Un été brûlant (2011)
- キングストン・アベニュー Kingston Avenue (2013) ※短編映画
- メニルモンタン 2つの秋と3つの冬 2 automnes 3 hivers (2013) ※フランス映画祭2014上映時のタイトルは『2つの秋、3つの冬』
- ソルフェリーノの戦い La Bataille de Solférino (2013) ※日本劇場未公開
- 7月14日の娘 La Fille du 14 juillet (2013) ※インターネット上の映画祭「第4回マイ・フレンチ・フィルム・フェスティバル」で上映[3]
- やさしい人 Tonnerre (2013)
- EDEN/エデン Eden (2014)
- 夜明けの祈り Les innocentes (2016)
- セラヴィ! Le sens de la fête (2017)
- マルヴィン、あるいは素晴らしい教育 Marvin ou la Belle Éducation (2017)
- 冬時間のパリ Doubles Vies (2018)
- 白雪姫〜あなたが知らないグリム童話〜 Blanche comme neige (2019)
- ハッピー・バースデー 家族のいる時間 Fête de famille (2019)
- パリ、夜の医者 Médecin de nuit (2020)
- ラヴ・アフェアズ Les choses qu'on dit, les choses qu'on fait (2020)
- 世界の起源 L'origine du monde (2020)

### 監督作品
- 私たちに残されるもの Ce qu'il restera de nous (2012) ※日本劇場未公開、短編映画

## 受賞歴
- セザール賞
  - 2012年
    - 短編映画賞（フランス語版）ノミネート『私たちに残されるもの（フランス語版）』

  - 2013年（フランス語版）
    - 有望男優賞（フランス語版）ノミネート『7月14日の娘（フランス語版）』

  - 2017年（フランス語版）
    - 助演男優賞（フランス語版）ノミネート『セラヴィ!』